# 2-C-Méthyl-D-érythritol-2,4-cyclopyrophosphate
Le 2-C-méthyl-D-érythritol-2,4-cyclopyrophosphate (MEcPP) est un intermédiaire de la voie du méthylérythritol phosphate (voie « non mévalonique ») de biosynthèse des isoprénoïdes.